# Teatar Levo
Teatar Levo (ranije, Satirični kabare „Komarac“) je amatersko pozorište iz Beograda, deo AKUD Ivo Lola Ribar. Pozorište u Loli ima veliku tradiciju i duboke korene i postoji koliko i sama Lola – od 1944. godine.

## Pozorište u Loli
Omladinsko pozorište
U početku je Omladinsko pozorište vodila Soja Jovanović, prva srpska rediteljka i autor prvog srpskog dugometražnog filma u boji.
U njemu su delovali izvanredni umetnici, kao što su: Olivera i Rade Marković, Miodrag Petrović Čkalja, Mija Aleksić, Radivoje Lola Đukić, Mića Tomić, Dragutin Guta Dobričanin, Ljubiša Bačić, Dušan Jakšić, Mihajlo Bata Paskaljević, Ljiljana Krstić, Zoran Longinović, i mnogi drugi.
Satirični kabare „Komarac“
Godine 1962. Nebojša Komadina, reditelj, osniva Satirični kabare „Komarac“, kao i Svetozar Rapajić, koji je iznedrio umetnike izvanrednih glumačkih dostignuća: Zoran Radmilović, Petar Kralj, Seka Sablić, Dragan Nikolić, Dejan Đurović, Đurđija Cvetić, Jugoslav Pantić, Minja Vujović, i mnogi drugi.

## Teatar Levo
Sa grupom pozorišnih entuzijasta, reditelj Jovan Ristić-Rica 1965. godine osniva Teatar Levo.
Prvu predstavu, „Čovek broj jedan“, napisao je Milovan Ilić - Minimaks, a režirao Jovan Ristić.
Već sledeće godine Teatar Levo gostuje na festivalu u Erlangenu, Nemačka. Ubrzo, prvu ulogu u životu dobija Petar Božović, u Joneskovom komadu „Ćelava pevačica“, a Vladimir Jevtović i Predrag Ejdus igraju u Olbijevom komadu „Zoološka priča“.
Početak Teatra Levo u više navrata je opisao Vladimir Jevtović, a najbolje u svojoj knjizi „Uzbudljivo pozorište".
Početkom 1976. umetnički rukovodilac Teatra Levo postaje Milan Vukotić i do 1992. ga obeležava snažnim rukopisom.
Pozorište proizvodi 16 premijera, učestvuje na 36 međunarodnih festivala, ubira nagrade, i, što je najvažnije, menja ustaljene načine i navike dramskog stvaranja i percepcije.
Teatar Levo su obeležila i dalje obeležavaju kultna imena. Mirjana Karanović, Ana Sofrenović, Žika Milenković (grupa Babe), Nenad Momčilović, Dragoljub Njegru – Knjale, Nenad Jović – Talični, Snežana Zdravković – Žana, Milan Pjević – Čupa.
Generacije pamte predstave :
- „Rastibuđilizovane Klejbezable“ (1976) – predstava sa najvećim brojem izvođenja na Balkanu, pa i u Evropi (blizu 1600)
- „Tomas Mor ili 7 smrtnih grehova Utopije” (1984)
- „Orfej i Euridika” (1987)
- „Pikova dama“ (1990)
- „Instrukcija“ Ežena Joneska (1994)
- „Rapidna regresija rime” (2000)
- „Detektor laži" (2006)
- „Seks i selo" (2006)
- „Čovek, zver i vrlina" (2010)
- „Lari Tompson" (2013)

U novijem periodu, repertoar Teatra Levo zasniva se na tekstovima afirmisanih srpskih i svetskih autora i sublimira tradiciju koju teatar u Loli ima od svog osnivanja.

### Naziv
Naziv „Teatar Levo” nastao potpuno spontano i nema veze sa političkim ili bilo kakvim drugim opredeljenjem.
Naime, većina gledalaca je u početku, u potrazi za predstavom, ulazila na glavni ulaz AKUD Lola. Levo od glavnog ulaza, niz stepenice, nalazila se, kao i sada, tada još nedovoljno poznata kamerna scena Lolinog Teatra. Snalažljivi članovi pozorišta, kako bi izbegli dalju konfuziju, postavili su na glavnom ulazu tablu na kojoj je pisalo "teatar levo".
Ostalo je istorija.

## Spoljašnje veze
- Zvanični blog Архивирано на веб-сајту  (16. септембар 2012)
- Zvanična Facebook stranica
- Zvanični sajt AKUD Lola